# Baobab prstnatý
Baobab prstnatý (Adansonia digitata) je druh rostliny z čeledi slézovité. Nachází se zejména v tropické části Afriky – od Mauritánie po Súdán a Eritreu až do Jihoafrické republiky, ale byl také zavlečen do Indie a na Madagaskar.

## Popis
Baobab prstnatý je listnatý strom, vysoký 5–25 metrů. Je známý především díky šířce svého kmene, jehož průměr může dosahovat až 14 metrů. Kořeny stromu jsou mnohdy delší než samotný strom, díky čemuž může strom přežít i v suchém klimatu. Od listopadu do prosince vyrůstají na baobabu bílé květy, které jsou velké až 12 cm. Květy mají pět okvětních lístků, které jsou na vnitřní straně chlupaté. V noci květy šíří zápach a jsou opylovány kaloni.

### Plody
Plody jsou velké a mají vejcovitý tvar. Když dužina plodu uschne, spadne a rozpadne se na kousky, které poté připomínají kousky tvrdého chleba. Obsahují o 50 % více vápníku než špenát, mají vysoký obsah antioxidantů a třikrát více vitamínu C než pomeranč.

## Synonyma
- Adansonia bahobab L.
- Adansonia baobab Gaert.
- Adansonia integrifolia Rafin.
- Adansonia scutula Steud.
- Adansonia situla Spreng.
- Adansonia somaliensis Chiov.
- Adansonia sphaerocarpa A. Chevall.
- Adansonia sulcata A. Chevalier
- Baobabus digitata Kuntze
- Ophelus sitularius Lour.[2]